# Fox Kids Play
Fox Kids Play a fost un post de televiziune pentru copii, deținut de Jetix Europe (pe atunci Fox Kids Europe). Canalul a fost lansat în ianuarie 2003 (în Polonia), și în octombrie 2003 (în România, Turcia, Europa Centrală și de Est). Perioada de difuzare era de 15 ore pe zi în Polonia, România, Rusia, Turcia. Fox Kids Play era destinat la o audiență mai tânără decât Fox Kids, difuzând în general desene animate clasice produse de Saban Entertainment.   
Odată cu închiderea Fox Kids-ului și înlocuirea acestuia cu Jetix în 2004-2005, canalele Fox Kids Play au fost și ele la rândul lor închise, fiind înlocuite de canalul Jetix Play.